# 雕齒獸
雕齒獸（學名：Glyptodon）是一屬生存於更新世的大型及有裝甲的哺乳動物。雕齒獸外型及體重有點像金龜車，但較為扁平。雕齒獸估計是草食性的，以草及其他近河流的植物為食物。牠有可能每一小時只行走1-2里。2016年一項針對星尾獸的mtDNA進行分析的研究，發現原來星尾獸所屬的雕齒獸亞科與現代有甲目的倭犰狳亞科及三帶犰狳亞科是同一演化支的姐妹群，也因此犰狳屬以外的所有犰狳與雕齒獸現在都歸入倭犰狳科之中。
雕齒獸的外表非常類似現存的龜以及中生代時期的甲龍，但三者非親緣物種，只是不同分支的趨同演化至相似形態。

## 演化歷史

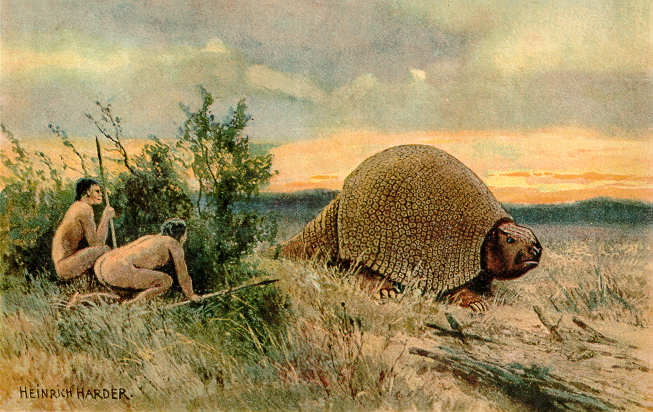
雕齒獸的舊描繪，可見人類正伺機獵殺牠們。

雕齒獸是屬於異關節總目。這個總目下包括有食蟻獸、樹懶、犰狳及已滅絕的地懶。
雕齒獸起源於南美洲，並在250萬年前北美洲及南美洲因巴拿馬地峽的出現而連結時首次出現在美國西南部。牠們在約於一萬年前滅絕。相信住在牠們附近的原住人類獵殺牠們及以牠們的殼來作為遮蔽。

## 解剖
雕齒獸體長約 3.3（11英尺），高度約 1.5（4.9英尺），體重可達 2公噸（4,400磅）。

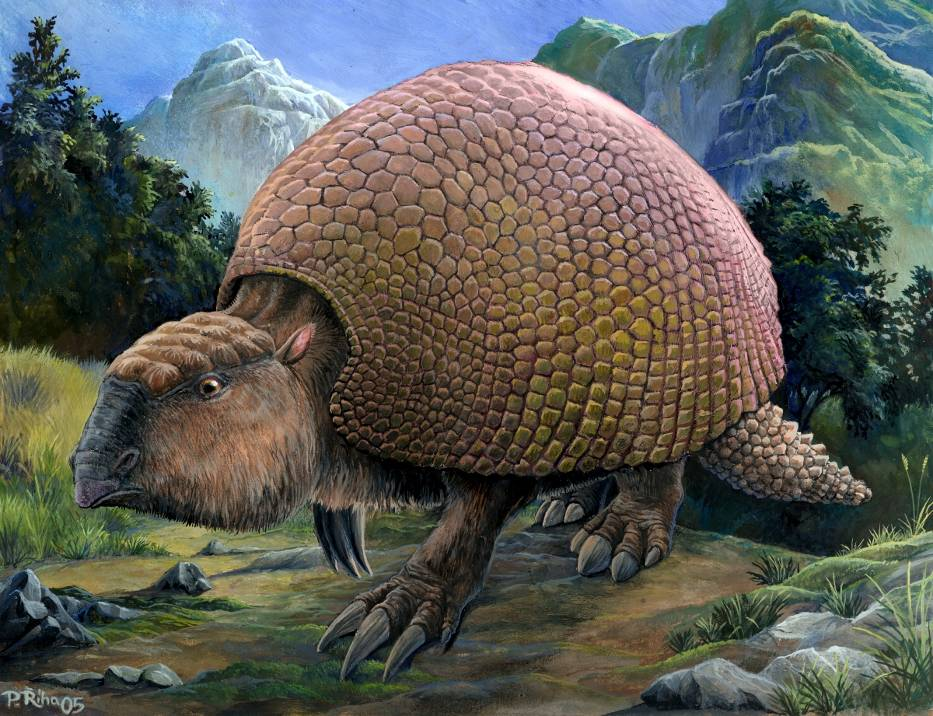
雕齒獸復原圖

雕齒獸的身體由保護甲殼所覆蓋，而此甲殼是由超過1000塊1吋厚的骨板所組成。雕齒獸類的每個不同種都有其獨特的骨板及殼，這個甲殼就像龜的一樣，不過牠們不能把頭縮入殼內，取而代之是在頭顱骨頂有一個骨冠。雕齒獸的尾巴有環形骨作為保護。這個巨型甲殼需要更強壯的支撐物，例如融合了的脊骨，短而巨大的肢骨及闊的肩胛骨。

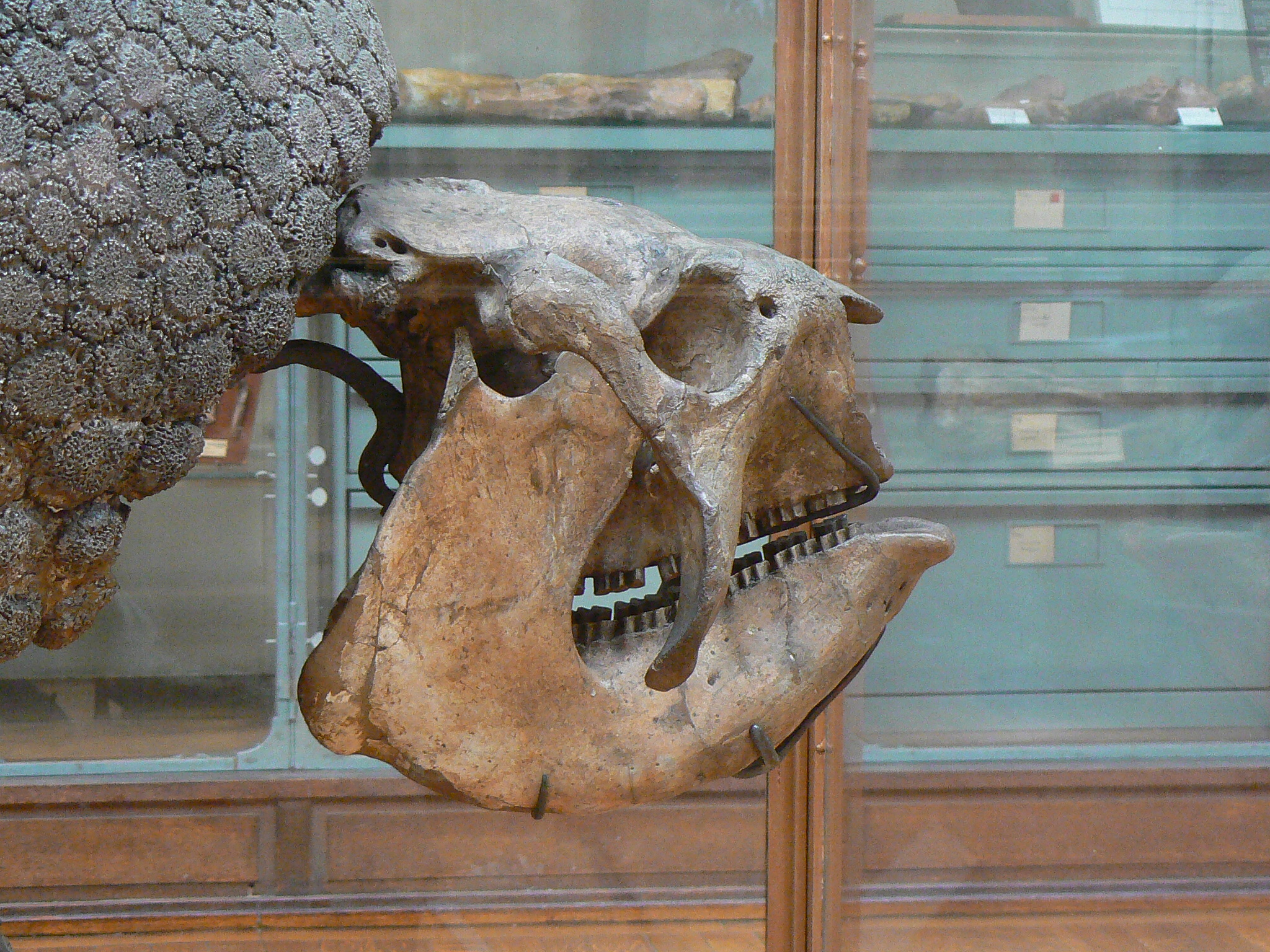
雕齒獸的頭顱骨。

鼻腔因肌肉加厚的緣故而變得細少。有些估計指這些加厚的肌肉是像貘或象般的口器或長鼻。但是大部份有長鼻的動物的鼻骨都在頭顱骨的較後位置，而雕齒獸卻沒有這個特徵。雕齒獸的下顎骨很深及幫助支撐巨大的肌肉來咬碎在河邊及湖邊的植物。
捕獵雕齒獸的有劍齒虎的斯劍虎，但牠要將重1-2噸的雕齒獸反轉則顯得有點困難。

## 滅絕
一些證據顯示人類可能是導致雕齒獸滅絕的主要原因，獵人們會利用牠們的殼作為躲避惡劣氣候用的臨時庇護。來自阿根廷彭巴草原兩處考古地 Campo Laborde 與 La Moderna 的證據顯示，雕齒獸與其近親星尾獸成功存活至全新世早期，與人類的生存時間交叉了 4,000 年。